# Hemileius robustus
Hemileius robustus är en kvalsterart som beskrevs av Pérez-Íñigo 1969. Hemileius robustus ingår i släktet Hemileius och familjen Hemileiidae. Inga underarter finns listade i Catalogue of Life.